# David Starbrook

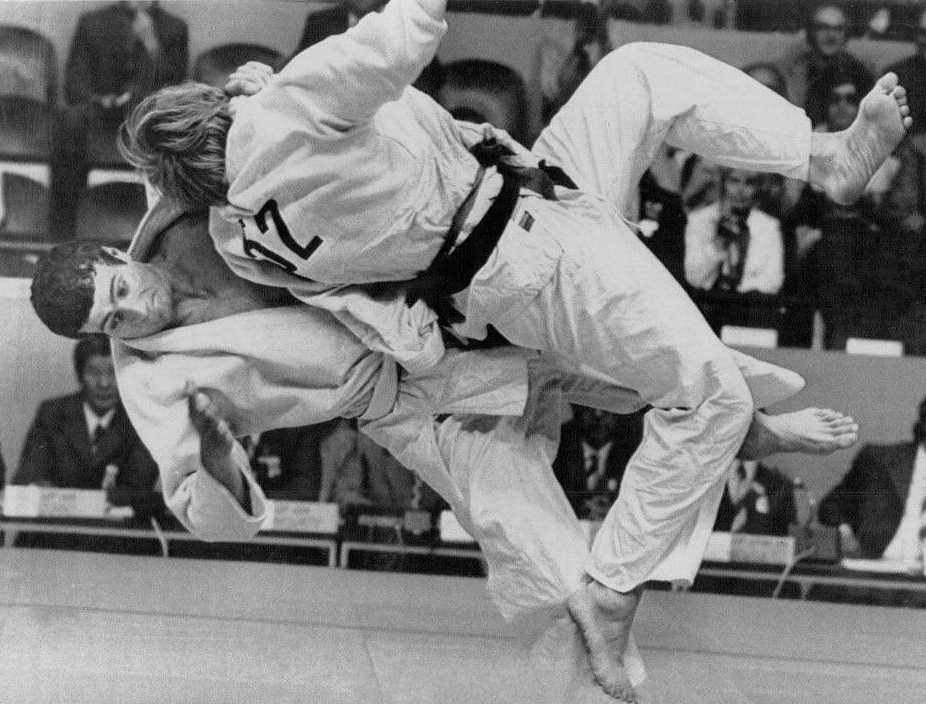
Schota Tschotschischwili (links) gegen David Starbrook (1972)

David Collin Starbrook (* 9. August 1945 in Croydon) ist ein ehemaliger britischer Judoka, der zwei olympische Medaillen gewann.
Starbrook begann erst im Alter von 19 Jahren mit dem Judosport, ab 1968 nahm er an internationalen Turnieren teil. Er kämpfte bis 1971 im Mittelgewicht und gewann in dieser Gewichtsklasse Bronze bei den Judo-Weltmeisterschaften 1971. 
1972 stieg er ins Halbschwergewicht auf. Bei den Olympischen Spielen 1972 besiegte er in seinem dritten Kampf den für die Sowjetunion antretenden Georgier Schota Tschotschischwili und im Finale seines Pools den US-Judoka Jimmy Wooley. Sieger des anderen Pools war der Deutsche Paul Barth, für das Halbfinale hinzu kamen der Brasilianer Chiaki Ishii und Schota Tschotschischwili als Sieger der beiden Hoffnungsrunden. Starbrook besiegte Ishii im Halbfinale, verlor aber das Finale gegen Tschotschischwili durch Kampfrichterentscheid und erhielt die Silbermedaille.
Starbrook erreichte auch bei den Europameisterschaften 1973 das Finale, hier unterlag er dem Franzosen Jean-Luc Rougé. Bei den Judo-Weltmeisterschaften 1973 sicherte er sich eine Bronzemedaille. Ebenfalls Bronze gewann er bei den Europameisterschaften 1974 und 1975. Bei den Judo-Weltmeisterschaften 1975 belegte er den fünften Platz. Im Halbfinale der Olympischen Spiele 1976 unterlag Starbrook gegen den für die Sowjetunion kämpfenden Georgier Ramas Charschiladse, den Kampf um Bronze gewann er gegen den Südkoreaner Cho Jea-ki.